# Ruska imperialna mornarica
Ruska imperialna mornarica (rusko Российский императорский флот) je bila vojna mornarica Ruskega carstva in Ruskega imperija med letoma 1696 in 1917. Ustanovljena je bila leta 1696, ukinjena pa po februarski revoluciji. Pred vladavino Petra Velikega je obstajala so obstajale manjše mornariške sile, ki so bile osnova za ustanovitev sodobne Ruske vojne mornarice leta 1696 med napadom na Azov. V drugi polovici 18. stoletja je zrasla, največjo velikost pa je dosegla na začetku 19. stoletja, ko je bila po velikosti takoj za britansko in francosko floto.

## Zgodovina
Sodobna Ruska imperialna mornarica je bila ustanovljena v času vladavine Petra Velikega. Med drugim napadom na Azov leta 1696. Rusija je prvič uporabila vojne ladje, in sicer en galeas, štiri branderji, 23 galej. Na njih je bila posadka 28 čet (okoli 4100 ljudi) pod poveljstvom Franca Jakovljeviča Leforta. Po osvojitvi trdnjave Azov je duma bojarjev 20. oktobra 1696 sprejela dekret o začetku gradnje vojne mornarice. Ta datum velja za datum uradne ustanovitve Ruske imperialne mornarice.

### 18. stoletje
Med veliko severno vojno (1700–1721) je Rusija zgradila Baltsko floto. Med letoma 1702–1704 je bila zgrajena flota na vesla (flota galej). Zgrajena je bila tudi flota jadrnic, namenjena obrambi osvojene obale in napadanju sovražnikovih pomorskih komunikacij v Baltskem morju. Ustanovljena so bila pomorska oporišča v Sankt Peterburgu (med 1703–1723 glavno pomorsko oporišče, kasneje Kronštat), Kronštatu, Revalu in Viborgu. Leta 1745 je imela Ruska vojna mornarica 130 jadrnic (36 linijskih ladij, 9 fregat) in 396 ladij na vesla (253 galej in 143 brigantin). Ladje so bile grajene v 24 ladjedelnicah, ki so bile v Sankt Peterburgu, Arhangelsku, Voronežu, Kazanu, Astrahanu in drugje.
Častniki imperialne mornarice so prihajali iz imperialne aristokracije in so spadali v državno pravoslavno cerkev. Navadni mornarji so bili vpoklicani v vojaško službo, ki je trajala vse življenje. Vojna mornarica je tudi najemala tujce z veliko mornariškimi izkušnjami, kot je bil nizozemski Norvežan Kornelius Krujs. Leta 1718 je bil ustanovljen Admiraltejski kolegij, najvišja mornariška oblast v Rusiji.
Organizacijska načela Ruske vojne mornarice, metode izobraževanja in treniranja ter metode izvajanja vojaških dejanj so bila povzeta v Pomorskem statutu (1720), ki ga je napisal sam Peter Veliki. K razvoju ruske umetnosti pomorskega bojevanja so največ prispevali Peter Veliki, Fjodor Matvejevič Apraksin, Aleksej Naumovič Senjavin, Naum Akimovič Senjavin, Mihail Mihajlovič Golicin. Glavna načela pomorskega bojevanja so naprej razvijali Grigorij Andrejevič Spiridov, Fjodor Fjodorovič Ušakov in Dmitrij Nikolajevič Senjavin.
Leta 1770 je eskadra admirala Spiridovega uničila turško floto v česmenski bitki in pridobila prevlado v Egejskem morju. Rusija je Turčijo premagala tudi v rusko-turški vojni (1768–1774) in si zagotovila nadzor nad Azovskim morjem in črnomorsko obalo med rekama Bug in Dnester. Za tem je Rusija Krim razglasila za neodvisen in si ga leta 1783 priključila. Leta 1778 je bilo ustanovljeno pristanišče Herson.

### 19. stoletje
V drugi polovici 18. stoletja je imela Ruska vojna mornarica četrto največjo floto na svetu za Veliko Britanijo, Španijo in Francijo. Črnomorska flota je imela 35 linijskih ladij in 19 fregat, Baltska flota pa 23 linijskih ladij in 130 fregat (1787-1788). V času napoleonskih vojn je mornariška moč Rusije upadla. Car Nikolaj I. je spremenil odnos do vojne mornarice. Leta 1825 je manj kot mesec po prihodu na oblast razglasil, da »mora Rusija postati tretja mornariška sila za Anglijo in Francijo ter mora biti močnejša kot katerakoli koalicija manjših mornariških sil«. Po tem sta Baltska in Črnomorska flota ter s tem ruska mornariška moč precej zrasli. Ruska eskadra pod poveljstvom admirala Logina Petroviča Gejdna je leta 1827 v bitki pri Navarinu popolnoma premagala turško floto.
V času parnih ladij je Rusija zaradi počasnega tehničnega razvoja zaostala za drugimi evropskimi državami. Ob izbruhu krimske vojne so imele Baltska in Črnomorska flota ter Arhangelska, Kaspijska flotilja in Ohotska flotilja 40 bojni ladij, 15 fregat, 24 korvet in brigov ter 16 parnih fregat oz. 91.000 mornarjev. Črnomorska flota je veljala za sodobnejšo po kulturi treniranja po zaslugi admiralov Lazareva, Nahimova, Kornilova in Istomina, ki so ohranjali vojaške tradicije, oblikovane v času admirala Ušakova. Po zmagi v bitki pri Sinopi je Črnomorska flota pod vodstvom admirala Nahimova izvedla več tehnoloških inovacij. Po krimski vojni je bila ruska flota jadrnic postopoma nadomeščena s parnimi ladjami. Rusija je začela graditi parne oklepnice z močno artilerijo in debelim oklepom.

### 20. stoletje
Med rusko-japonsko vojno, je bila ruska tihooceanska eskadra med bitko za Port Arthur večinoma v pristanišču, sploh po smrti admirala Makarova aprila 1904. Avgusta 1904 se je poskušala prebiti iz Port Arthurja v Vladivostok, vendar jo je japonska flota prestregla, kar je vodilo v bitko v Rumenem morju. Rusija je poskušala okrepiti Tihooceansko floto z Baltsko floto (druga tihooceanska eskadra) pod poveljstvom admirala Rožestvenskega, vendar je bila ta potopljena v bitki pri Cušimi maja 1905, vključno s poveljniško ladjo Knjaz Suvorov.
Pred prvo svetovno vojno je Rusija poskušala okrepiti svojo pomorsko moč z gradnjo bojnih ladij razreda Gangut za Baltsko in Imperatrica Marija za Črnomorsko floto.